# Pandora’s Bliss
Pandora’s Bliss (vormals: Pandora) ist eine im Jahr 2006 gegründete Rockband, die für ihre rauen, energiegeladenen Lieder und Auftritte bekannt geworden ist. Die Band erspielte sich europaweit einen Namen und hat bis heute weltweit mehr als 250 Konzerte gegeben, zwei Studioalben und mehrere Musikvideos veröffentlicht.

## Geschichte

### Gründung und erste Erfolge (2006–2008)
Die Band wurde 2006 von Annie Croysh und Mia Croysh unter dem damaligen Namen Pandora gegründet. Nach Konzerten in Belgien, Deutschland, Frankreich, Österreich, der Schweiz und Italien, unter anderem mit Navel und Claus Grabke, wurde 2007 das Aachener Studio Sucellos Audio auf Pandora’s Bliss aufmerksam und produzierte Anfang 2008 die erste EP Shoot Me I’ll Pay You.
Im Herbst 2008 waren Pandora auf Tour in Österreich, Deutschland, Belgien und Italien.
Der Song Bored erschien auf dem amerikanischen Sampler Riot on Sunset Vol. 12., von 272 Records veröffentlicht, in Hollywoods größtem Plattenladen „Amoeba“. Gleichzeitig erreichten die EP-Songs Like a Pissed Flower in Spring und Bored Platz 1 der nationalen Alternative-Charts des BRF (Belgischer Rundfunk), Radio Namür und Smash 679 Radio Station.

### Plattenvertrag, erste Tour und erstes Album (2009–2010)
Nach der Produktion des Debütalbums Melancholic Freedom bei Sucellos Audio über das Jahr 2009 hinweg kam das Album schließlich am 15. Januar 2010 auf dem Sublabel Xochipilli Records in Deutschland, Belgien, den Niederlanden, Luxemburg, Schweden und den USA (über den Vertrieb Indyrhythm) auf den Markt.
Im Anschluss folgte eine ausgedehnte vierwöchige Club-Tour durch Europa, zusammen mit der italienischen Band Betty Poison.
Parallel erschienen Artikel in zahlreichen nationalen und internationalen Musikzeitschriften, unter anderem in Frankreichs größtem Magazin Guitar Part, Gitarre & Bass und Ox-Fanzine.

### Touren, neues Album (2011–2012)
Das Jahr 2011 verbrachte Pandora’s Bliss zu einem Großteil auf Club- und Festivaltour, unter anderem als Support für Die Happy, U.S. Bombs, Germs mit Pat Smear, Therapy? und K’s Choice durch ganz Europa.
Im Sommer des Jahres wurde das kontroverse und extreme Musikvideo zu Post-Vomit Lines mit Solobuio Visual Factory in Rom gedreht, welches unter anderem bei TMF, MTV und der Homepage von Marshall Amplification Deutschland gezeigt wurde.
Im Winter 2011 erschien die Dokumentation Anton Perich – the Breathless Ride of a Generation. die bisher unveröffentlichtes und revolutionäres Material über Andy Warhols New Yorker Factory und das legendäre Studio 54 zeigte. Pandora’s Bliss lieferten mit Rad Masturbation einen Beitrag zum Soundtrack.
Im September 2011 entschloss sich Pandora’s Bliss, ihr zweites Studioalbum mit Jason Rubal (unter anderem Projekte mit Robert Smith von The Cure, Amanda Palmer von den Dresden Dolls) in den Seventh Wave Studios in Harrisburg (Pennsylvania) aufzunehmen. Im Zuge der zweimonatigen Aufnahmen spielte die Band ihr erstes Konzert in den USA.
Im Anschluss gingen die Aufnahmen in Köln bei Turbine Productions in die Post-Produktion.
Zur gleichen Zeit entschied sich die Band, ihren bisherigen Namen Pandora in Pandora’s Bliss zu ändern, um eventuellen Copyrightproblemen bei der Veröffentlichung des zweiten Albums zu umgehen.
Im April und Mai 2012 tourten Pandora’s Bliss für zwei Wochen durch Japan, wo unter anderem ein Konzert in Tokio als Stream live übertragen wurde.
Direkt im Anschluss waren Pandora’s Bliss von Mai bis Juni 2012 für eine dreiwöchige Tour an der Ostküste der USA unterwegs.
Im Juni 2012 wurde das neue Video zu Bottle of Wine veröffentlicht, eine Art Road Movie, von Minimal Cinema in Los Angeles gedreht und produziert.
Im September 2012 wurde mit den Video-Künstlern Minimal Cinema im Zuge der Veröffentlichung des neuen Albums das Video zur neuen Single I’m Burnt gedreht.
Am 5. Oktober 2012 erschien dann das zweite Studioalbum Oh Glorious Serenity auf dem Label Comet/Radar Music.
2015 konnte das dritte Album Amarchord, durch eine Crowdfunding-Aktion finanziert, veröffentlicht werden, welches die Singles Talking To Your Head und Fuck The Goddamn Jury beinhaltet. Nach Veröffentlichung des Albums wurde eine Tour absolviert.
Lange Zeit gab es Gerüchte um die vermeintliche Auflösung der Band, da es keine offiziellen News oder Aktualisierungen auf Social-Media-Seiten gab.
Am 18. Juli 2021 wurde das erste Mal seit drei Jahren ein neuer Post auf Facebook veröffentlicht, welcher die Veröffentlichung des vierten Albums Big Swoon ankündigt. Das Album wird am 25. Juli 2021 auf allen Streaming-Plattformen erhältlich sein.

## Stil
Der Stil der Band wird oft mit dem Seattle-Sound der 1990er assoziiert. So erkennen Viele Parallelen zu Bands wie Nirvana, L7, Mudhoney und der Riot-Grrrl-Szene, wohingegen gerade auf dem letzten Album oft auch düstere, schwere metallastige Riffs gespielt werden.
Die Band selbst sagt dazu: „Für uns bedeutet Punk Rock ganz einfach Freiheit sowie Unabhängigkeit im musikalisch/künstlerischen Ausdruck. Nicht mehr und erst recht nicht weniger. Dabei wenden wir uns von jeglichem mode- und trendfixierten Pathos entschieden ab.“

## Diskografie

### Studioalben
- 2010: Melancholic Freedom
- 2012: Oh Glorious Serenity
- 2015: Amarchord

### Kompilationen
- 2008: Bored (Auskopplung von der EP Shoot Me I’ll Pay You) auf dem amerikanischen Sampler Riot on Sunset Vol. 12.
- 2009: Rock ’n Roll (Auskopplung vom Album Melancholic Freedom) erschienen auf dem OX-Fanzine-Sampler

### EPs
- 2008: Shoot Me I’ll Pay You
- 2010: Breed My Dye

### Singles
- 2010: Breed My Dye
- 2011: Post-Vomit Lines
- 2012: I’m Burnt

### Musikvideos
- 2010: Breed My Dye
- 2011: Post-Vomit Lines
- 2011: Bottle of Wine
- 2012: I’m Burnt
- 2014: Sick Me
- 2015: Talking to Your Head
- 2015: Fuck the Goddamn Jury